# Хегерманн-Линденкроне, Йохан Хенрик
Йохан Хенрик Хегерманн-Линденкроне (дат. Johan Hendrik Hegermann-Lindencrone; 30 апреля 1765, Фредриксхальд — 9 мая 1849, близ Копенгагена) — датский военачальник, генерал-лейтенант.

## Биография
Брат Дидерика Хегерманна, военного министра Норвегии. Отец военачальника генерала Кая Хегерманна-Линденкроне (1807—1893).
В 10-летнем возрасте вступил в пехотный кадетский корпус в Копенгагене. В 1783 году получил звание младшего лейтенанта пехотного полка. В 1787 году направлен в кадетский корпус в качестве адъютанта и командного сержанта, служил там до 1800 года. В 1789 году — старший лейтенант, в 1793 году стал капитаном свиты в Королевского полка.
В 1803 году вышел в отставку, но после начала Англо-датской войны в 1807 году вернулся добровольцем на службу в Королевский лейб-корпус. В конце того же года был произведён в майоры.
В 1808 году назначен заместителем коменданта Копенгагена и командиром Зеландского корпуса снайперов. С 1811 по 1813 год в чине подполковника командовал обороной восточного побережья Зеландии, где ожидали высадки шведского десанта. В 1816 году стал полковником.
В 1815 году стал камергером, в мае 1818 года возведён в датское дворянство.
С 1823 по 1841 год командовал 2-м лейб-гвардейским полком Датской армии. С 1828 по 1834 год был командиром Королевского лейб-гвардейского полка.
В 1831 году стал генерал-майором, а в следующем году — генерал-лейтенантом.
Похоронен на Гарнизонном кладбище Копенгагена.